# Montrevel-en-Bresse
Montrevel-en-Bresse là một xã ở tỉnh Ain, vùng Auvergne-Rhône-Alpes thuộc miền đông nước Pháp.